# Aderus mauritiensis
Aderus mauritiensis es una especie de coleóptero de la familia Aderidae. Fue descrita científicamente por Maurice Pic en 1898.

## Distribución geográfica
Habita en Mauricio.